# Den tappre soldaten Jönsson
Den tappre soldaten Jönsson är en svensk svartvit långfilm från 1956 i regi av Håkan Bergström. I rollerna ses bland andra Karl-Arne Holmsten, Carl-Axel Elfving och Gösta Bernhard.

## Om filmen
Inspelningen ägde rum mellan 23 juli och 21 augusti 1956 i Sandrews ateljéer i Stockholm efter ett manus av Gösta Rodin. Producent var Otto Scheutz, fotografer Sven Nykvist och  Rune Ericson och kompositör Per Lundkvist. Filmen klipptes ihop av Arne Löfgren och premiärvisades den 22 oktober 1956 på biograf Grand i Norrköping. Den var 75 minuter lång och barntillåten.

## Rollista
- Karl-Arne Holmsten – Åke Jönsson, 58:an
- Carl-Axel Elfving	– Gunnar Svensson, 32:an
- Gösta Bernhard – Hubert Krusenbrant, general
- Elsa Prawitz – Elsa Krusenbrant, Huberts fru
- Fritiof Billquist	– Sköld, fanjunkare
- Allan Bohlin – Bryngelgård, kapten
- Ulla-Bella Fridh – Blenda, städerska
- Nils Hallberg – Professorn Pelarskog, 67:an
- Erik "Bullen" Berglund – Edelblom, överste
- Per-Erik Åström – löjtnant
- Tommy Johnson – soldat
- Sune Mangs – soldat
- Jan-Olof Rydqvist	– soldat
- Ragnar Sörman – malaj
- Stig Johanson – Karlsson, jeepförare
- Bruno Bergqvist – jeepförare
- Ove Brunvall – furir i arrestlokalen
- Birger Sahlberg – portier
- Gösta Krantz – busschaufför
- Stig Lindholm	– konduktör på Björklandatåget
- Holger Kax – konduktör på Lillköpingståget
- Sten Ardenstam – hovmästare
- Georg Adelly – restauranggäst

### Fotnoter
1. 1 2  ”Den tappre soldaten Jönsson”. Svensk Filmdatabas. http://sfi.se/sv/svensk-filmdatabas/Item/?itemid=4508&type=MOVIE&iv=Basic&ref=/templates/SwedishFilmSearchResult.aspx?id%3d1225%26epslanguage%3dsv%26searchword%3dDen+tappre+soldaten+J%C3%B6nsson%26type%3dMovieTitle%26match%3dBegin%26page%3d1%26prom%3dFalse. Läst 11 april 2013.